# Contraobenque
En náutica, el contraobenque es cada uno de los obenques supletorios que para asegurar los palos palo mayor y trinquete cuando se navega en mares tormentosos, se dan encapillados encima de los estayes, y tesos por medio de aparejos o de acolladones y vigotas, enganchando las más bajas en unos argollones que al efecto hay en los costados a popa de las respectivas mesas de guarnición. También se llama quinal.